# Sida mysorensis
Sida mysorensis là một loài thực vật có hoa trong họ Cẩm quỳ. Loài này được Wight & Arn. miêu tả khoa học đầu tiên năm 1834.